# Night Shifts
Pour plus de détails, voir Fiche technique et Distribution.
Night Shifts est un court métrage canadien écrit et réalisé par Finn Wolfhard, sorti en 2020. Il met en vedette Billy Bryk et Artoun Nazareth.
Le 24 août 2020, le court métrage fait sa première apparition au Canada lors du festival international du film Fantasia, où il reçoit le prix « argent » du public pour le meilleur court métrage canadien.

## Synopsis
« Friends sometimes drift apart over time. Occasionally, they reconnect. Not always under the circumstances they may imagine. »
— Mitch Davis
        
« Les amis s'éloignent parfois au fil du temps. Parfois, ils se retrouvent. Pas toujours dans les circonstances qu'ils imaginent. »

## Fiche technique
Sauf indication contraire, les informations mentionnées dans cette section peuvent être confirmées par les bases de données cinématographiques IMDb et TMDB,  présentes dans la section « Liens externes ».
- Titre original : Night Shifts
- Réalisation et scénario : Finn Wolfhard
- Décors : n/a
- Costumes : Jessica De-Palma
- Photographie : n/a
- Montage : Jeremy Schaulin-Rioux
- Production :  Faith Sparrow-Crawford, Eric Wolfhard, Maja Aro et Adam Maruniak[4]

Production déléguée : Ryan Thomson et Brando Crawford
- Société de production : Bring Out Vinnie Productions
- Budget : 28 456 dollars[6]
- Pays d'origine :  Canada
- Langue originale : anglais
- Genre : comédie
- Dates de sortie :
  - Canada : 24 août 2020, 31 août 2020[7] (FanTasia)

## Distribution
Sauf indication contraire, les informations mentionnées dans cette section peuvent être confirmées par la base de données cinématographiques IMDb,  présente dans la section « Liens externes ».
- Billy Bryk : Billy
- Artoun Nazareth : Artoun
- Malcolm Sparrow-Crawford : Elijah

## Production
Le 10 décembre 2019, Finn Wolfhard lance une campagne de financement pour produire le court métrage via Indiegogo, offrant divers avantages à ceux qui font un don,. En une journée, il atteint son objectif de 26 000 dollars canadiens.
Night Shifts est la première réalisation de l'acteur canadien Finn Wolfhard.
Le tournage a duré 12 h dans un dépanneur de la ville de Vancouver. Pendant le tournage, une tentative de vol a eu lieu.

## Accueil

### Festivals et sortie
Le film est présenté en avant-première au festival du film Fantasia, le 24 août 2020. L'avant-première américaine a lieu au 11e festival annuel des courts métrages d'Atlanta, le 29 août 2020.
Night Shifts est aussi une sélection officielle pour le Festival international du film de Calgary 2020.
Le festival Next Wave du TIFF, en 2021, présente une projection gratuite du court métrage le 13 février 2021.  Le jour suivant, Finn Wolfhard publie Night Shifts sur la plateforme YouTube.

### Critiques
Dans une critique positive, Kat Hughes de The Hollywood News note le film 4 étoiles sur 5 et a déclaré que Night Shifts « démontre que Wolfhard a clairement prêté attention aux réalisateurs avec lesquels il a travaillé en tant qu'acteur » et a trouvé que le dialogue était « étroitement écrit, drôle et transmet une multitude impressionnante d'histoires et d'informations en si peu de temps » tout en ajoutant que le film est « un petit court-métrage intelligent et stylé qui démontre bien que, si son travail d'acteur devait se tarir, Finn Wolfhard a une carrière prometteuse en tant que réalisateur » .
Diego Andaluz de The Global Film Podcast a fait l'éloge du « scénario plein d'esprit » de Wolfhard et a estimé que le film « prouve que [Wolfhard] peut avoir un bel avenir derrière la caméra ».
Le film a reçu le prix argent du public du meilleur court métrage canadien au Festival FanTasia. Wolfhard a reçu le prix du meilleur réalisateur pour Night Shifts au Atlanta Shortsfest 2020.

## Distinctions
Sauf indication contraire, les informations mentionnées dans cette section peuvent être confirmées par la base de données cinématographiques IMDb,  présente dans la section « Liens externes ».

### Récompenses
- Festival annuel de courts métrages d'Atlanta de 2020 (Atlanta Shortsfest) : Prix du meilleur réalisateur pour Night Shifts : Finn Wolfhard[16]

### Nominations
- Festival du film Fantasia de 2020 : prix d'argent du public pour le meilleur court métrage canadien[2]
- Barcelona International Short Film Festival de 2020 (Prix du jury) :  meilleur court métrage international